# Jean-Michel Basquiat
Jean-Michel Basquiat (Nova Iorque, 22 de dezembro de 1960 – 12 de agosto de 1988) foi um artista plástico norte-americano.
Basquiat ganhou popularidade primeiro como grafiteiro no centro de Manhattan e depois como pintor neo-expressionista. As pinturas de Basquiat ainda são uma influência para muitos artistas e muitas vezes alcançam preços altos em leilões de arte. Em 2017, sua pintura Untitled (1982) foi vendida por US$ 110,5 milhões, tornando-se uma das pinturas mais caras já compradas. Também estabeleceu um novo recorde para um artista americano em leilão.

## Biografia

### Início: 1960-1988
Basquiat nasceu em 1960, em Park Slope, no Brooklyn, em Nova York. Era filho de Matilde e Gérard Basquiat. Seu pai nasceu em Port-au-Prince, Haiti e sua mãe nasceu no Brooklyn para pais de ascendência porto-riquenha. Desde cedo mostrou uma aptidão incomum para a arte e foi influenciado pela mãe, Matilde, a desenhar, pintar e a participar de atividades relacionadas ao mundo artístico. Depois que seus pais se separaram, Basquiat e suas duas irmãs mais novas foram criadas pelo pai. Sua mãe foi internada em um hospital psiquiátrico quando ele tinha dez anos e depois passou a vida dentro e fora de instituições. Aos onze anos, Basquiat era fluente em francês, espanhol e inglês, e um ávido leitor das três línguas.

### Arte de rua e Gray: 1978-1980
Em 1978, aos 17 anos, Basquiat e um amigo, Al Diaz, começaram a escrever grafites em prédios em Manhattan. Eles usaram o pseudônimo SAMO, que significa "mesma velha merda". Isso gerou curiosidade nas pessoas, principalmente pelo conteúdo das mensagens grafitadas. Em dezembro de 1978, o veículo Village Voice publicou um artigo sobre as escrituras.
Em 1978, Basquiat abandonou a escola e saiu de casa, apenas um ano antes de se formar. Mudou-se para a cidade e foi morar com amigos, sobrevivendo vendendo camisetas e cartões postais na rua. Um ano depois, em 1979, no entanto, Basquiat ganhou status de celebridade na cena artística do East Village de Manhattan por suas aparições regulares no programa de televisão de Glenn O'brien, TV Party. Em 1979, Basquiat formou uma banda chamada Gray. Um dos membros da banda era o então desconhecido músico e ator Vincent Gallo. Com o conjunto, tocaram em clubes como Max's Kansas City, CBGB, Hurrahs e o Mudd Club.

### Ascensão à fama e sucesso: 1980-1986
O projeto "SAMO" terminou com o epitáfio "SAMO IS DEAD" escrito nas paredes dos prédios do SoHo em Nova York no início de 1980. Em junho de 1980, Basquiat participou do The Times Square Show, uma exposição multiartista patrocinada pela Collaborative Projects Incorporated (Colab) e Fashion Moda. Ele foi notado por vários críticos e curadores, incluindo Jeffrey Deitch, que o mencionou em um artigo na edição de setembro de 1980 da Art in America. Mais tarde naquele ano, Basquiat filmou um filme chamado Downtown 81 (também conhecido como New York Beat). Basquiat vendeu sua primeira pintura, Cadillac Moon (1981), para Debbie Harry por US$ 200 depois de terem filmado o filme. Ele também apareceu como disc jockey no videoclipe de Blondie de 1981 "Rapture", um papel originalmente destinado a Grandmaster Flash.
Em fevereiro de 1981, Basquiat participou da exposição New York/New Wave no P.S.1 de Nova York. O artista italiano Sandro Chia recomendou o trabalho de Basquiat ao negociante italiano Emilio Mazzoli, que imediatamente comprou 10 pinturas para Basquiat fazer uma exposição individual em sua galeria em Modena, Itália, em maio de 1981. Em dezembro de 1981, o crítico de arte Rene Ricard publicou "The Radiant Child" na revista Artforum, o primeiro artigo extenso sobre Basquiat. Nesse período, Basquiat pintou muitas peças em objetos que encontrou nas ruas, como portas descartadas. Na época, Basquiat morava com sua namorada, Suzanne Mallouk, que o sustentava financeiramente como garçonete.
Em setembro de 1981, a marchand Annina Nosei convidou Basquiat para se juntar à sua galeria. Logo depois, ele participou de seu show coletivo Public Address. Nosei forneceu a ele materiais e um espaço para trabalhar no porão de sua galeria. Em 1982, Nosei conseguiu que ele se mudasse para um loft que também servia como estúdio no bairro do SoHo, em Nova York. Basquiat teve sua primeira exposição individual americana na Galeria Annina Nosei em março de 1982. Ele também pintou em Modena para sua segunda exposição italiana em março de 1982. Sentindo-se explorado, a exposição foi cancelada porque ele deveria fazer oito pinturas em uma semana.
No verão de 1982, Basquiat deixou a Galeria Annina Nosei e o galerista Bruno Bischofberger tornou-se seu negociante de arte mundial. Em junho de 1982, aos 21 anos, Basquiat se tornou o artista mais jovem a participar da documenta em Kassel, na Alemanha. Seus trabalhos foram exibidos ao lado de Joseph Beuys, Anselm Kiefer, Gerhard Richter, Cy Twombly e Andy Warhol. Bischofberger deu a Basquiat uma exposição individual em sua galeria de Zurique em setembro de 1982 e arranjou para ele encontrar Warhol para almoçar em 4 de outubro de 1982. No entanto, eles se conheceram alguns anos antes em um restaurante no SoHo, quando Basquiat vendeu a Warhol um cartão postal que ele havia feito com a artista Jennifer Stein. Imediatamente após o encontro em 1982, Basquiat foi para casa e pintou Dos Cabezas (1982), que acendeu uma amizade entre eles. Warhol lembrou: "Eu tirei uma Polaroid e ele foi para casa e dentro de duas horas uma pintura estava de volta, ainda molhada, dele e eu juntos". Em novembro de 1982, a exposição individual de Basquiat abriu na Fun Gallery no East Village. Em dezembro de 1982, Basquiat começou a trabalhar no estúdio que o negociante de arte Larry Gagosian construiu abaixo de sua casa em Venice, Califórnia. Lá ele criou uma série de pinturas para sua segunda exposição na Galeria Gagosian em West Hollywood em março de 1983. Basquiat estava acompanhado de sua namorada, a então desconhecida cantora Madonna. Ele disse a Gagosian que "ela será a maior estrela pop do mundo".
Em março de 1983, aos 22 anos, Basquiat se tornou o artista mais jovem a participar da exposição Whitney Biennial de arte contemporânea. Em agosto de 1983, Basquiat mudou-se para um loft de propriedade de Warhol em 57 Great Jones Street em NoHo, que também servia como estúdio. Basquiat foi profundamente afetado pela morte de Michael Stewart, um aspirante a artista negro na cena do clube do centro da cidade que foi morto pela polícia de trânsito em setembro de 1983. Basquiat pintou Defacement (The Death of Michael Stewart) (1983) em resposta ao incidente. Tendo se juntado à galeria SoHo de Mary Boone em 1983, Basquiat teve uma exposição lá em maio de 1984. Entre 1984 e 1985, ele trabalhou em estreita colaboração com Warhol na Factory. Sua exposição conjunta na Galeria Tony Shafrazi causou uma ruptura em sua amizade depois que foi criticada pelos críticos e Basquiat foi chamado de mascote de Warhol.
Basquiat costumava pintar em ternos Armani caros e aparecia em público com as mesmas roupas respingadas de tinta. Ele adorava sair na boate Area em Nova York e às vezes tocava discos como disc jockey. Ele também pintou murais para a boate Palladium em Nova York. A rápida ascensão de Basquiat à fama foi coberta pela mídia. Ele apareceu na capa da edição de 10 de fevereiro de 1985 da The New York Times Magazine em um recurso intitulado "New Art, New Money: The Marketing of an American Artist". Seu trabalho apareceu na GQ e Esquire, e ele foi entrevistado para o segmento "Art Break" da MTV.

Em meados dos anos 1989, Basquiat faturava U$1.4 milhão por ano e recebia quantias de U$40,000 de negociantes de arte. Apesar do sucesso, sua instabilidade emocional ainda o assombrava. "Quanto mais dinheiro Basquiat fazia, mais paranoico e envolvido com drogas ele ficava," escreveu o jornalista Michael Shnayerson. Muitos de seus colegas especularam que seu uso de drogas era um meio de lidar com as demandas de sua fama recém-descoberta, a natureza exploradora da indústria da arte e as pressões de ser um homem negro no mundo da arte dominado por brancos.

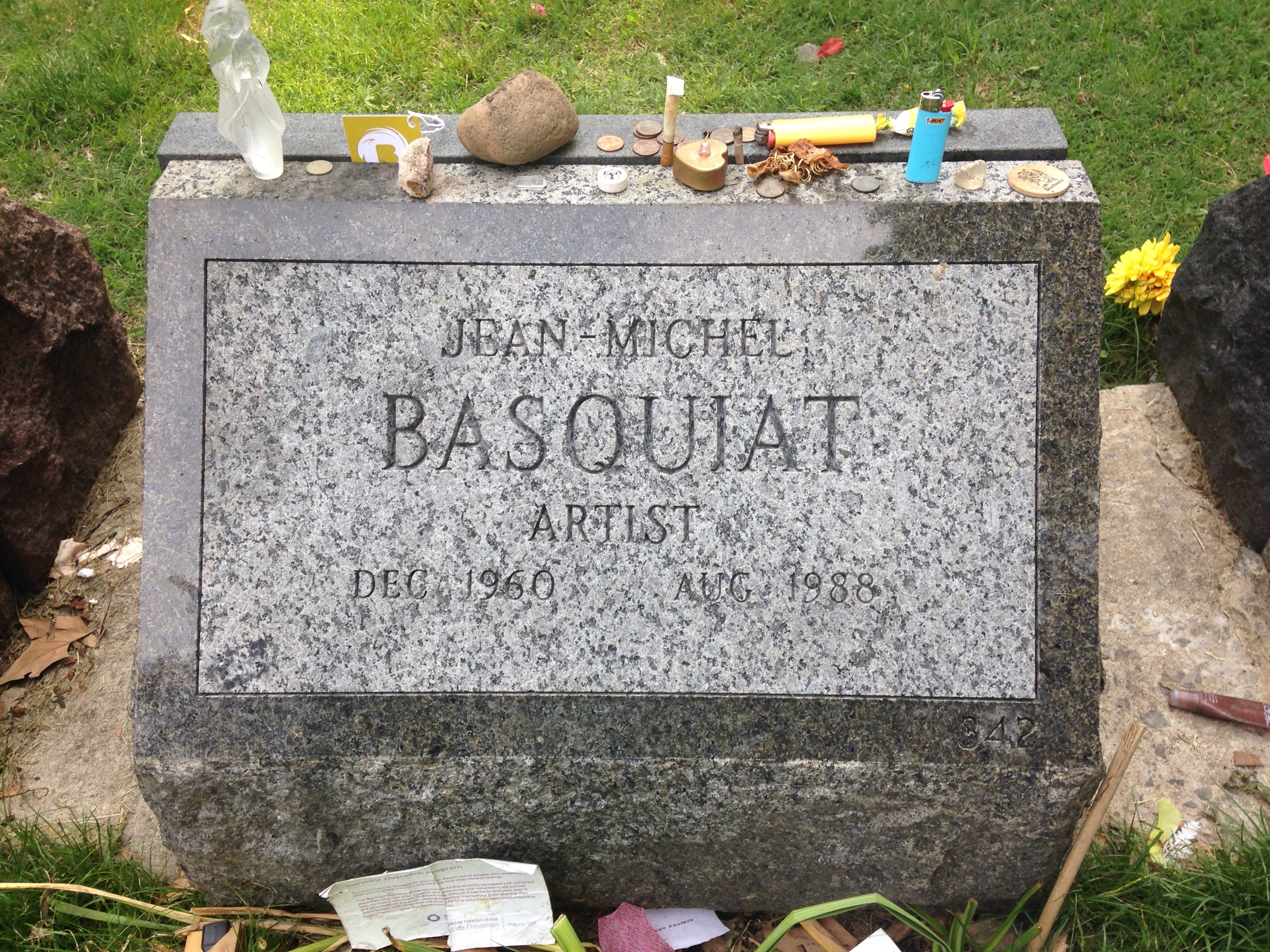
Sepultura no Green-Wood Cemetery

Basquiat continuou a ter exposições individuais internacionalmente em 1986. Em outubro de 1986, Basquiat voou para a Costa do Marfim com sua namorada Jennifer Goode para uma exposição de seu trabalho no Instituto Cultural Francês em Abidjan. Em novembro de 1986, aos 25 anos, Basquiat se tornou o artista mais jovem a receber uma exposição individual na Kestner-Gesellschaft em Hannover. Ele desfilou para Rei Kawakubo no show Comme des Garçons Homme Plus em Paris.

### Últimos anos e morte: 1986-1988
Durante o relacionamento, Goode começou a cheirar heroína com Basquiat, pois as drogas estavam à sua disposição. "Ele não me empurrou, mas ele estava lá e eu era tão ingênua", disse ela. No final de 1986, ela os matriculou em um programa de metadona em Manhattan, mas Basquiat desistiu depois de três semanas. De acordo com Goode, Basquiat não começou a injetar heroína até depois que ela terminou o relacionamento. Nos últimos 18 meses de sua vida, Basquiat se tornou um recluso. Acredita-se que seu uso continuado de drogas tenha sido uma maneira de lidar com a morte de seu amigo Andy Warhol em fevereiro de 1987.
Em 1987, Basquiat expôs na Galerie Daniel Templon em Paris, na Galeria Akira Ikeda em Tóquio e na Galeria Tony Shafrazi em Nova York. Ele projetou uma roda gigante para o Luna Luna de André Heller, um parque de diversões temporário em Hamburgo de junho a agosto de 1987 com brinquedos projetados por renomados artistas contemporâneos. Em janeiro de 1988, Basquiat viajou para Paris para sua exposição na Galerie Yvon Lambert e para Düsseldorf para uma exposição na Galerie Hans Mayer. Enquanto em Paris, ele fez amizade com o artista marfinense Ouattara Watts. Eles fizeram planos para o verão para viajar juntos para o local de nascimento de Watts, Korhogo. Após sua exposição na Galeria Vrej Baghoomian em Nova York em abril de 1988, Basquiat viajou para Maui em junho de 1988. Quando voltou, seu amigo Keith Haring relatou ter se encontrado com Basquiat, que ficou feliz em lhe dizer que não era mais viciado em drogas. Apesar das tentativas de sobriedade, Basquiat morreu aos 27 anos de overdose de heroína em sua casa na Great Jones Street, em Manhattan, em 12 de agosto de 1988. Ele foi encontrado inconsciente em seu quarto por sua namorada Kelle Inman. Ele foi levado para o Centro Médico Cabrini, onde foi declarado morto na chegada.

## Sexualidade
Basquiat teve relacionamentos românticos com muitas mulheres, incluindo a cantora Madonna. Embora ele nunca tenha se identificado publicamente como bissexual, alguns de seus amigos declararam que ele teve relacionamentos sexuais com homens. A ex-namorada de Basquiat, Suzanne Mallouk, descreveu seu interesse sexual como "não monocromático. Não dependia de estímulo visual, como uma garota bonita. Era uma sexualidade multicromática muito rica. Ele era atraído por pessoas por todos os motivos diferentes. Elas podiam ser meninos, meninas, magras, gordas, bonitas, feias... Ele era atraído pela inteligência mais do que qualquer coisa e pela dor."
A biógrafa Phoebe Hoban escreveu sobre as primeiras experiências sexuais de Basquiat, que foram com homens. Quando Basquiat era menor de idade em Porto Rico, ele foi estuprado oralmente por um barbeiro vestido de drag, então ele se envolveu com um DJ. O crítico de arte Rene Ricard, que ajudou a lançar a carreira de Basquiat, disse que Basquiat gostava de tudo e tinha "feito truques" em Condado quando morava em Porto Rico. Quando adolescente, Basquiat contou a um amigo que trabalhava como prostituto na 42nd Street em Manhattan quando fugiu de casa. Andy Warhol disse que Basquiat se recusou a ir com ele e Keith Haring para o Rounds, um bar gay de prostituição, porque isso lhe trazia lembranças ruins de quando ele estava se prostituindo.

## Legado
O pintor Julian Schnabel fez sua estreia na direção com a cinebiografia de 1996 Basquiat. Estrelada por Jeffrey Wright como Basquiat e David Bowie como Andy Warhol. Jean-Michel Basquiat: The Radiant Child, um documentário dirigido por Tamra Davis, teve sua estreia no Sundance Film Festival em 2010. Sara Driver dirigiu o documentário Boom for Real: The Late Teenage Years of Jean-Michel Basquiat, que estreou no Festival Internacional de Cinema de Toronto de 2017. Em 2018, a PBS exibiu o documentário Basquiat: Rage to Riches como parte da série American Masters.